# Sông Trà (xã)
Sông Trà là một xã thuộc huyện Hiệp Đức, tỉnh Quảng Nam, Việt Nam.
Xã Sông Trà có diện tích 33,37 km², dân số năm 2019 là 2.513 người, mật độ dân số đạt 75 người/km².